# Segreto di famiglia (film)
Segreto di famiglia (Consenting Adult) è un film TV del 1985 diretto da Gilbert Cates.

## Trama
Il giovane e timido Jeff Lynd scopre di essere attratto dagli uomini. Dopo essersi tormentato a lungo, decide di dichiararlo ai suoi genitori. Sua madre Tess è l'unica che lo ascolta e cerca di capire i suoi sentimenti, suo padre Ken invece preferirebbe morire piuttosto che avere un figlio del genere.